# 魚苗

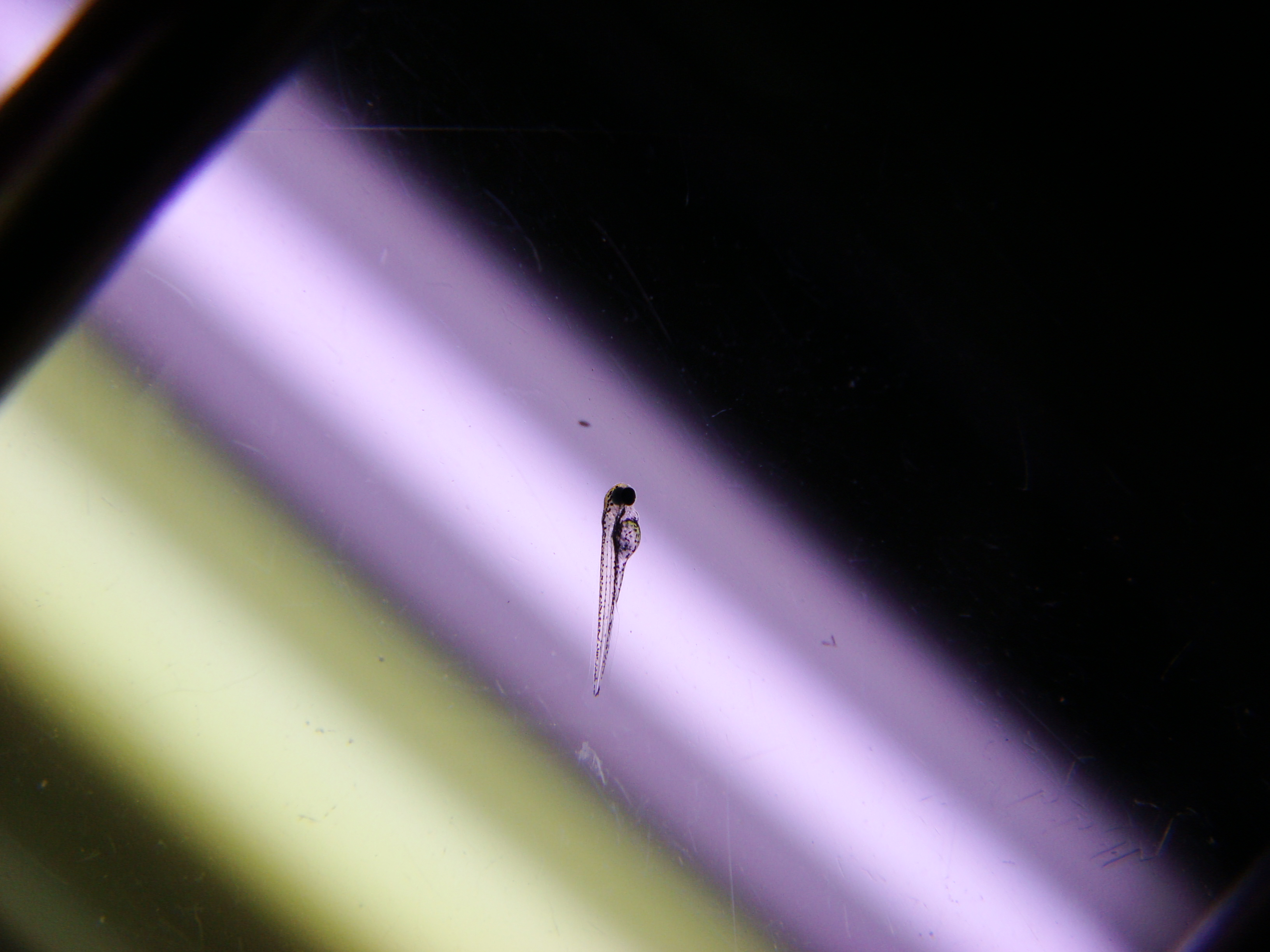
斑馬魚苗

魚苗是魚的一個的生命阶段，之前的階段是魚卵。有膜，一旦膜破裂後就意味著開始生長成魚苗。處於魚苗階段的魚的體長達30毫米，能够独立进食，自主游動，但處於魚苗階段的魚還未完全長大，而且也沒有性成熟。